# 陳炘 (足球運動員)
陳炘（1960年—），台灣足球選手，曾效力於台灣足壇早期勁旅飛駝隊，也多次代表中華男足，如1980年奧運會外賽及1982年世界杯會外賽。在球場上能出任前鋒、後衛，此外有著多次因球場紛爭遭判球監的紀錄。

## 生平
陳炘就讀岡山國小時便是足球選手，一開始他先是踢左翼，升上了岡山國中則踢前鋒兼中場，唸了立德商工又改踢後衛。1977年，17歲的他入選了華青隊，赴美國及歐洲進行友誼賽，華青隊出訪共計六勝五和二敗。1978年，他效力由高雄縣代表隊化身的三山隊，且於第五屆足協杯隨隊贏得乙組冠軍得以升上甲組，隔年第六屆足協杯三山則贏得甲組第三名，他更在不久後入選了1980年奧運會外賽。1980年，他從三山隊被挖腳至中華民國國防部聯勤總部所屬的飛駝隊。
陳炘在飛駝隊期間隨隊贏得多座甲組聯賽及中正杯冠軍，也代表國家隊出賽奧運會外賽及世界杯會外賽等賽事，且於1987年因得到曾赴台灣指導足球的西德籍教練歐柏曼推薦，而有三支西德乙組球隊願意提供合約給他，但最終未能成行。到了1989年國防部宣布飛駝隊不再外聘球員，身為外聘球員的他與其他外聘球員選擇義務效力飛駝隊，他在1991年接替移民美國的前教頭羅北的職務，且在翌年帶領飛駝隊贏得甲組聯賽冠軍。
2001年，陳炘與林宏吉等人為了推動全民足球而組織了中華足球聯盟。

## 個人生活
陳炘於1981年在左營運動訓練中心集訓時認識了中華女足選手尤碧枝，之後兩人相戀並於1985年結婚，是當時台灣足壇第一對男、女國腳夫妻。